# Milly Shapiro
Milly Shapiro (* 16. Juli 2002 in Tampa, Florida) ist eine US-amerikanische Theater- und Filmschauspielerin und Sängerin.

## Leben und Karriere
Shapiro wuchs in Florida auf, wo sie sich früh für Schauspiel interessierte und Gesangsunterricht erhielt. 
Im Alter von zehn Jahren erhielt sie am Broadway in New York City im Musical Matilda, das auf dem gleichnamigen Roman von Roald Dahl basiert, gemeinsam mit Sophia Gennusa, Oona Laurence und Bailey Ryon die Hauptrolle der Mathilda Wormwood. Für ihre Darstellung wurde sie 2013 gemeinsam mit den anderen Jungdarstellerinnen mit einem Tony Award in der Kategorie „Tony Honors for Excellence in the Theatre“ ausgezeichnet und bei den Grammy Awards 2014 für einen Grammy nominiert.
Als Shapiro Sisters veröffentlichte Milly Shapiro 2017 gemeinsam mit ihrer älteren Schwester Abigail die EP Time Reveals über das Label Broadway Records.
2018 spielte sie in dem Horrorfilm Hereditary – Das Vermächtnis eine der Hauptrollen. In der 2024 veröffentlichten Fernsehserie Hysteria! spielte sie in sechs Folgen die Rolle der Ingrid.

## Theater
- 2013: Matilda (Broadway-Theatre, als Mathilda)
- 2016: You're a Good Man, Charlie Brown (York Theatre)[2]

## Filmografie
- 2018: Hereditary – Das Vermächtnis (Hereditary)
- 2020: JJ Villard's Fairy Tales (Fernsehserie, 2 Folgen, Stimme)
- 2021: Monkey Bars (Kurzfilm)
- 2024: Hysteria! (Fernsehserie, sechs Folgen)

## Diskografie
- 2017 Time Reveals (EP, als Shapiro Sisters, gemeinsam mit Abigail Shapiro)

## Auszeichnungen
- Tony Awards 2013 – Tony Honors for Excellence in Theatre, gemeinsam mit Sophia Gennusa, Oona Laurence und Bailey Ryon